# رادئون سری ۵۰۰
ای‌ام‌دی رادئون سری 500 (انگلیسی: AMD Radeon 500 series) یک مجموعه از کارت‌های گرافیک و پردازنده‌های پیشرفته از خانوادهٔ رادئون و ساخته شده توسط شرکت ای‌ام‌دی است که مبتنی بر معماری نسل چهارم گرافیک کر نکست می‌باشند